# Disenchanted
«Disenchanted» es una canción de la banda estadounidense de rock alternativo My Chemical Romance, incluida como la duodécima pista de su tercer álbum de estudio, The Black Parade (2006). La canción destaca por su estilo introspectivo y melódico, en contraste con otras piezas más enérgicas del disco.
Originalmente titulada «Shut Up and Play», la canción fue una de las primeras compuestas para el álbum y evolucionó significativamente durante el proceso de grabación. Su letra explora temas de desencanto, pérdida y reflexión personal, elementos recurrentes en la narrativa conceptual del álbum.
Según el vocalista Gerard Way, «Disenchanted» es una de las canciones más antiguas del proyecto y una de las menos disfrutadas por la banda al momento de interpretarla en vivo.

## Recepción
Aunque no fue lanzada como sencillo, la canción ha sido destacada por la crítica por su carga emocional y su carácter de balada dentro del álbum. La revista Spin señaló que representa un ejemplo de la reinterpretación del género de la power ballad dentro del contexto emo contemporáneo.

## Historia
La canción fue originalmente conocida como «Shut up and play» o «Disenchanted (shut up and play)»; fue interpretada en algunos de los conciertos de MCR hasta finales de 2005. La canción fue en un principio muy distinta de su versión final: contenía letras más sencillas y era más corta que la incluida en el álbum The Black Parade.

## Recepción de la crítica
El novelista estadounidense Bret Easton Ellis ha comentado que considera a «Disenchanted» como «la mejor balada rock de los últimos diez años», a la vez que sostuvo que «el disco completo fue uno de mis discos favoritos de esa década».